# Sotogahama
Sotogahama (外ヶ浜町?) è una cittadina giapponese della prefettura di Aomori.